# Råtjärnen (Råda socken, Västergötland)
Råtjärnen är en sjö i Härryda kommun i Västergötland och ingår i Kungsbackaåns huvudavrinningsområde. Sjöns area är 0,012 kvadratkilometer och den befinner sig 75 meter över havet.